# Molino Dorino (mulino)
Molino Dorino è un mulino ad acqua di Milano. La ruota a pale era mossa dalle acque del fontanile Cagnola, che confluisce nel fiume Olona a Pero. Il Molino Dorino dà il suo nome all'omonima stazione della metropolitana di Milano, che è situata poco lontano. È l'ultimo mulino con macine e ingranaggi ancora integri esistente a Milano.

## Storia

Panoramica esterna del complesso architettonico del Molino Dorino in un'immagine del 1989.

All'interno del Molino Dorino venivano macinati i cereali delle corti lombarde della zona. I primi documenti dove viene citato sono delle mappe del XVII secolo, su cui è indicato come impianto molinatorio dell'allora comune di Trenno, municipalità autonoma annessa a Milano nel 1923. Il mulino macinava lino per produrre l'omonimo olio, frumento e riso.
Sulle mappe del XIX secolo è segnato come "Molino Lauzi", dal cognome dei proprietari dell'epoca. All'inizio del XX secolo venne acquistato dalla famiglia Dorino, che lo ingrandì dando al complesso il nome e l'attuale forma a ferro di cavallo. Fu attivo come impianto molinatorio fino agli anni ottanta del XX secolo. A causa dell'attivazione dell'inceneritore di Pero, la roggia molinatoria, che prendeva acqua dal fontanile Cagnola, andò in secca e quindi venne meno la forza idraulica per far muovere la ruota a pale.
Il Molino Dorino avrebbe dovuto essere demolito nel 2017 per consentire l'ampliamento del deposito "Gallaratese" dell'ATM. Il nuovo capannone sarebbe stato in grado di custodire 24 elettrotreni della metropolitana di Milano. Il consiglio comunale di Milano è poi tornato sui suoi passi, salvando la struttura dalla demolizione.

## L'edificio

Particolare della ruota a pale del Molino Dorino in un'immagine del 1989.

La struttura dell'edificio è abbastanza semplice. È formato da un'ala centrale che era adibita alla macinazione dei cereali e da un corpo laterale che serviva per lo stoccaggio dei prodotti agricoli macinati. Le caratteristiche della roggia molinatoria, cioè quella che portava acqua alle pale, erano particolari: la sua conformazione dava all'acqua una cospicua forza idraulica, capacità di spinta che poi faceva movimentare efficientemente la ruota.
Il Molino Dorino possiede ancora le cinque macine, i relativi ingranaggi e le cinghie di trasmissione, tutto in buono stato di conservazione. È l'ultimo mulino con macine e ingranaggi ancora integri esistente a Milano. Il mulino si trova tra la stazione della metropolitana di Molino Dorino, il complesso architettonico della motorizzazione civile e il raccordo che collega la strada statale del Sempione e la Tangenziale Ovest di Milano.